# Reinerhof

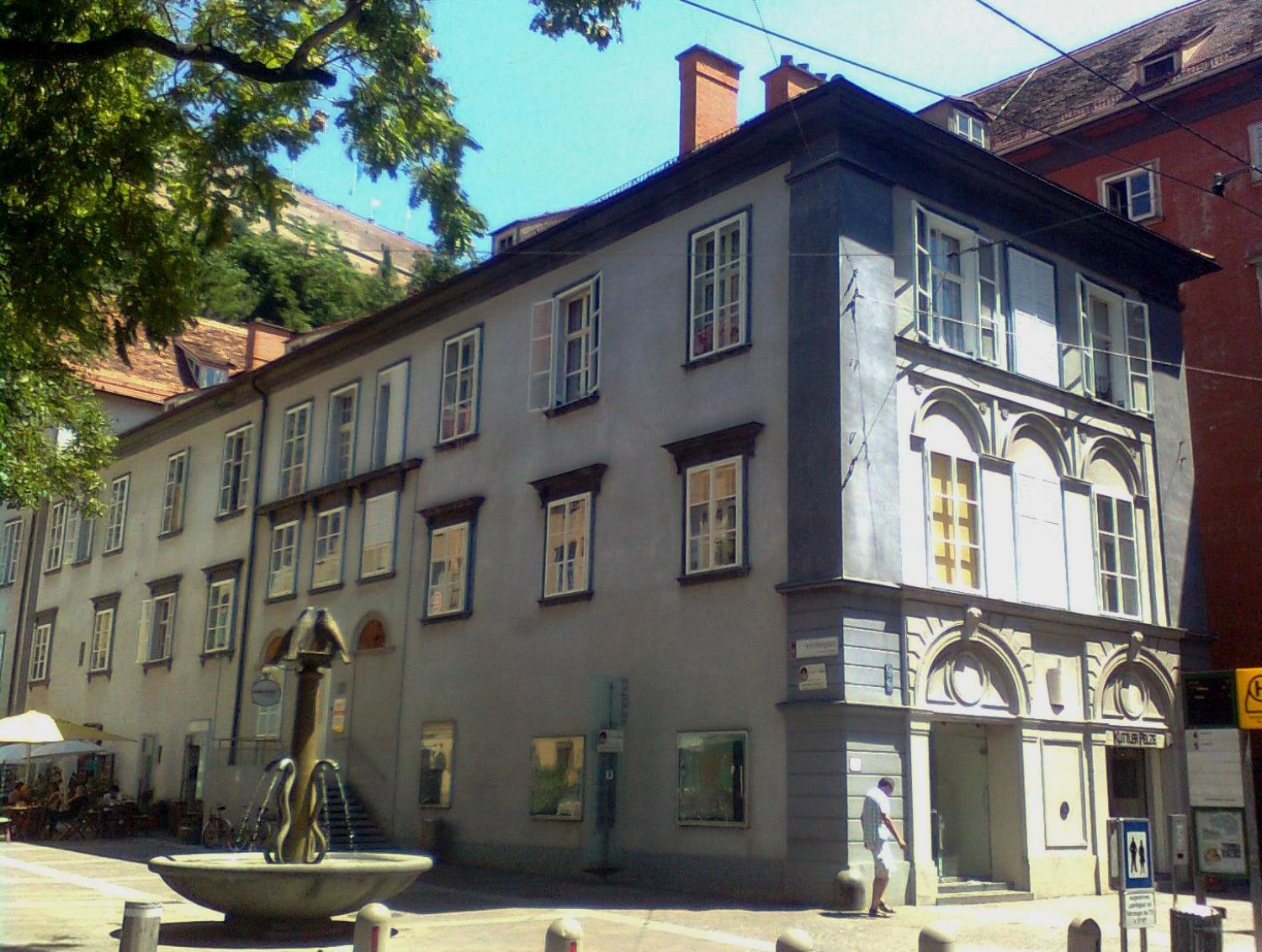
Reinerhof, Graz, Schloßbergplatz bzw. Sackstraße 20 (Juli 2010)

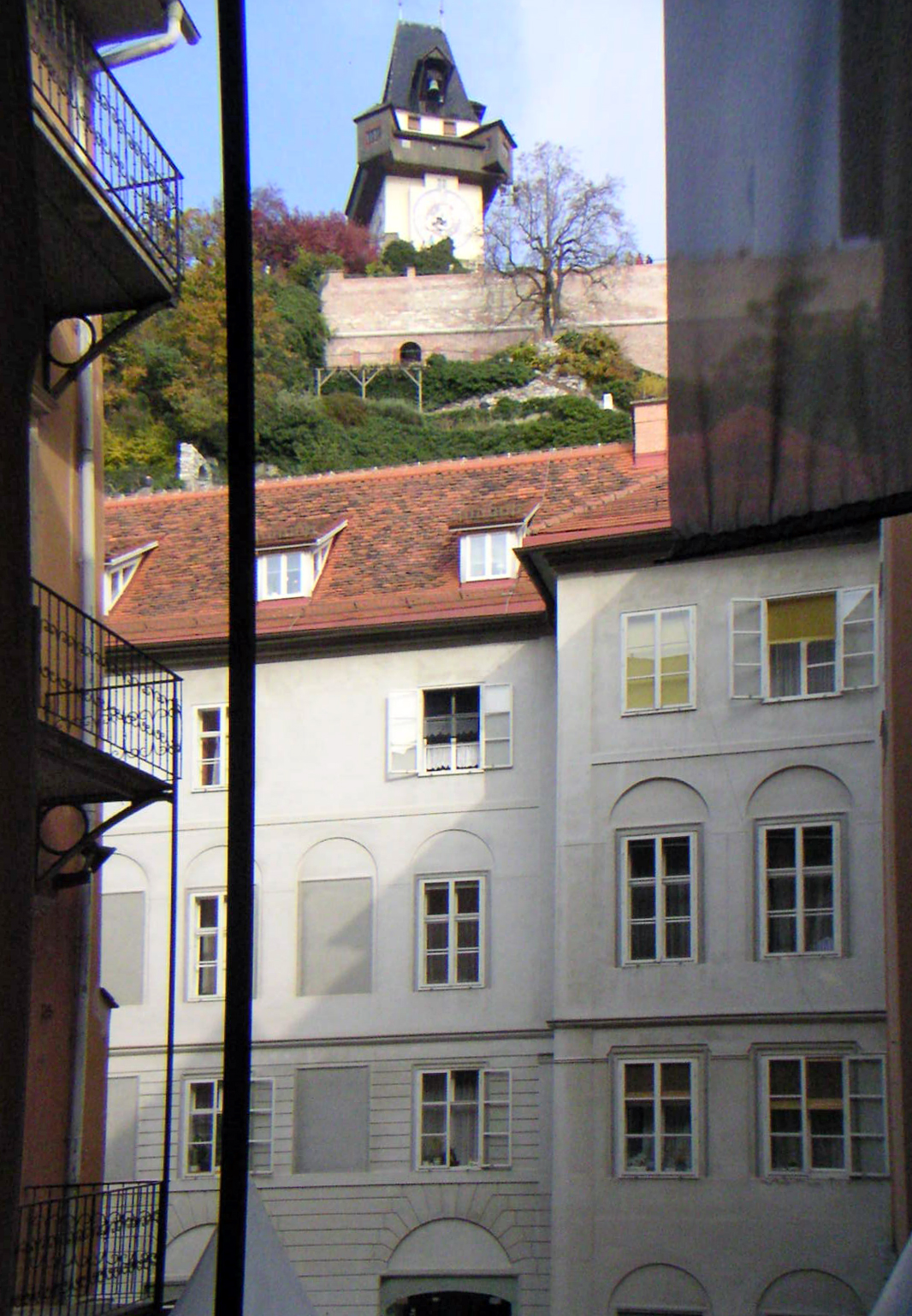
Reinerhof, Osttrakt (Sackstraße 18), gesehen vom 1. Stock des Palais Khuenburg (Stadtmuseum Graz) im Oktober 2005

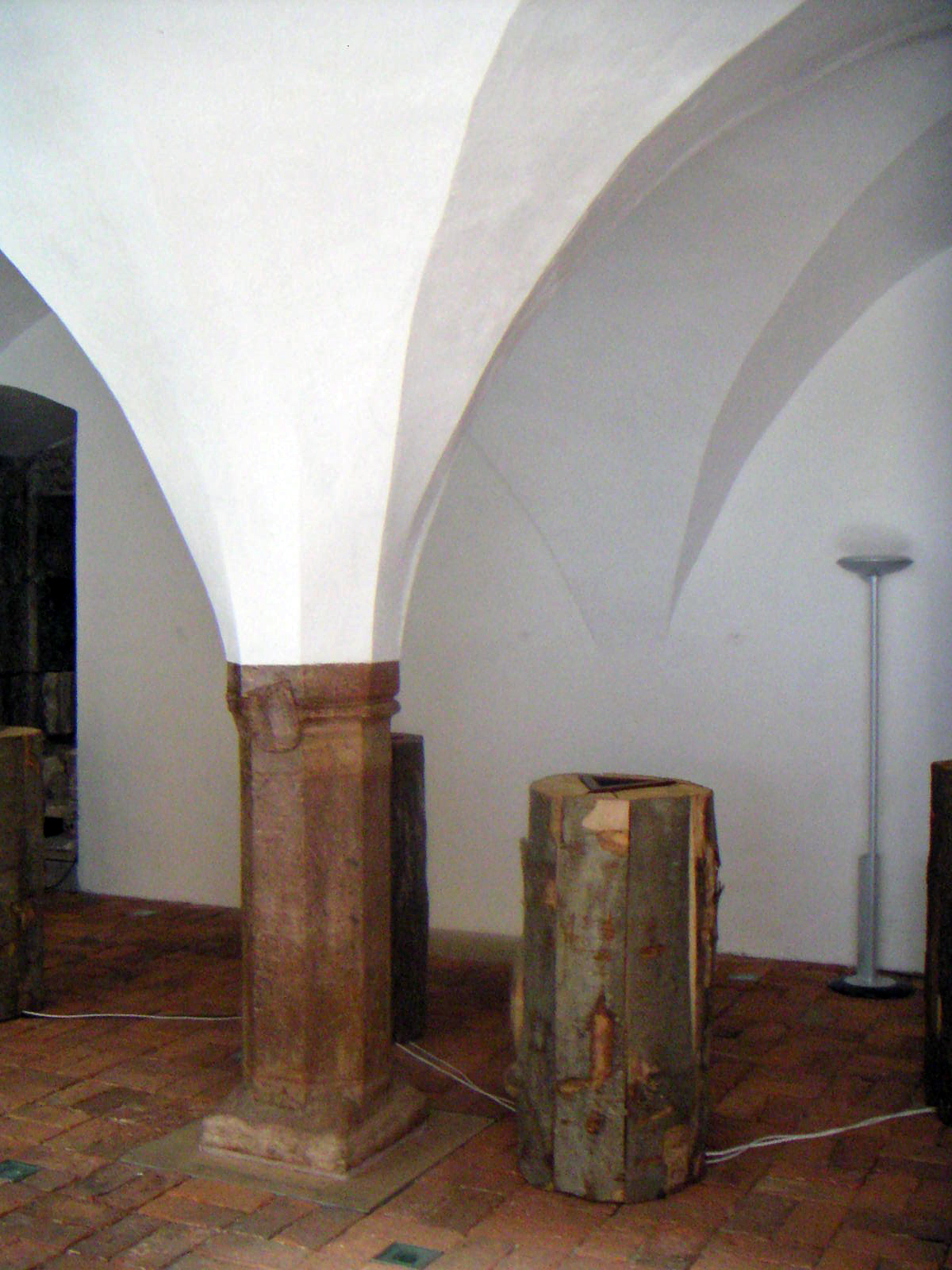
Reinerhof, Osttrakt, Erdgeschoß, Einstützenraum Gotische Halle (Oktober 2005)

Der Reinerhof, auch Reiner Hof, im ersten Stadtbezirk Innere Stadt ist das älteste urkundlich nachweisbare Gebäude der Stadt Graz. Der Name stammt von seinem ersten Besitzer, dem Stift Rein.

## Geschichte
Zwischen Schloßbergplatz und dem ehemaligen Palais Khuenburg, das heute das Grazer Stadtmuseum beherbergt, befindet sich der Reinerhof. Er wurde im Jahr 1164 erstmals urkundlich erwähnt. Markgraf Ottokar III. schenkte den Hof, der auf dem Boden dreier Hofstätten errichtet wurde, im Erwähnungsjahr dem Zisterzienserstift Rein. Das Grundstück lag in jener Zeit direkt an der Stadtmauer und schloss auch die Parzelle der heutigen Hausnummer 18, das Palais Khuenberg, mit ein. Bis zu dieser Stelle reichte der sogenannte erste Sack, eine mittelalterliche Häuserzeile, nach der die Sackstraße benannt wurde. Der erste Sack wurde vom städtischen Torturm abgeschlossen. Um das Jahr 1346 wird ein Stiftshof, der Reinerhof, unmittelbar neben dem Turm erwähnt. Nach 1788 verkaufte das Stift Rein den Stiftshof. Ab 1798 scheint ein Graf Dismas von Dietrichstein als Besitzer auf. Er vereinigte den Reinerhof mit dem ehemaligen Palais Khuenberg.
1837 trat Albrecht von Österreich-Teschen (1817–1895) als zweiter Oberst in das in Graz garnisonierende Infanterieregiment Nr. 13 (Inhaber: Maximilian von Wimpffen, 1770–1854) ein und nahm Wohnung im ersten Stock des Rainerhofes (Graz, Erster Sack Nr. 238), der zu jener Zeit dem Vater von Sigmund Conrad von Eybesfeld (1821–1898) gehörte.
1895 war die Liegenschaft im Eigentum der k.k. priv(ilegierten) innerösterreichischen wechselseitigen Brandschadenversicherungsanstalt.
Seit 1918 befindet sich das Gebäude im Besitz der Stadt Graz. In den Jahren 1992 bis 1994 fand eine archäologische Untersuchungen einschließende Gesamtrenovierung des Reinerhofs statt.

## Architektur, Gestaltung, Nutzung
Der Reinerhof besitzt einen hakenförmigen Grundriss. Sein Baukern stammt nicht aus der Zeit der urkundlichen Erwähnung, sondern aus dem 15. Jahrhundert. Vom 16. bis ins 18. Jahrhundert erfolgten einige Umbauten an der Gebäudesubstanz. Die Fassaden aus der Biedermeierzeit von 1839 und 1840 stammen von Georg Hauberisser dem Älteren. An der Nordseite sind drei Terrakotta-Reliefs mit den Darstellungen von Frühling, Sommer und Herbst zu sehen. 
Im Erdgeschoß des Osttraktes (welcher gemäß Kataster zur Liegenschaft des Palais Khuenburg gehört) befindet sich eine kleine spätgotische Halle mit einem profilierten, ursprünglich bemalte Wappenschilder tragenden Mittelpfeiler. Das eigenwillige Baumotiv des Einstützenraumes für repräsentative Räume ist gewöhnlich auf das 13. Jahrhundert beschränkt geblieben. Die Nutzungsart der gotischen Halle im Reinerhof ist noch unklar, eine Kapellenfunktion ist aber auszuschließen.
1887/88 war Johann Puch Werkführer in der Fahrradabteilung des Nähmaschinenhändlers Luchscheider im Reinerhof, eine Drehbank von damals wurde in der "Gotischen Halle" gefunden, als sie um 1997/98 geräumt und saniert wurde. In ihr wurde 1999 mit Taliman Sluga die Fahrrad-Geschichtswerkstatt Graz zur Radverkehrstagung VeloCity durchgeführt. Die Gotische Halle wird in den letzten Jahren temporär für Veranstaltungen oder als Verkaufsraum genutzt.
Die ehemalige Hauskapelle war der heiligen Anna geweiht. Sie war mit einem Altarbild mit der Darstellung der Anna selbdritt vom Künstler Johann Veit Hauckh versehen. Das Altarblatt befindet sich heute in Schloss Waldstein in der steirischen Gemeinde Deutschfeistritz.
Der etwas längere doch um ein Geschoß niedrigere Nordtrakt weist seit der Sanierung im Erdgeschoß – teilweise etwas unter dem Niveau des Schlossbergplatzes außen – zwei Geschäfts- und zwei Gastlokale auf. Die darüber liegende Wohnungen werden über eine kleine Freitreppe und eine Haustür an der Nordfassade erschlossen.